# Radio Nakło
Radio Nakło – lokalna stacja radiowa działająca na obszarze Nakła nad Notecią i okolic. Istnieje od 29 sierpnia 1997, zaś RDS posiada od listopada 2013.
Właścicielem rozgłośni jest Nakielski Ośrodek Kultury. Radia Nakło można słuchać w większej części województwa kujawsko-pomorskiego na częstotliwości 107,5 MHz oraz za pośrednictwem Internetu. 
W programie można znaleźć muzyczne przeboje lat 80., 90. oraz współczesne hity. Stacja jako jedna z nielicznych, prezentuje również nurt disco polo. Poza tym można w ramówce znaleźć wiele programów dla słuchaczy w różnym wieku. Topowymi audycjami są: 
- TOP N-ka – lista przebojów z hitami oldies (piątek 20.00, następnie 21.05) - audycja była emitowana do 28.12.2018, prowadzącym był Krzysztof Ryćko
- Radio Nakło Party – najbardziej roztańczona audycja na Krajnie i Pałukach (sobota 18.00), prowadzący - Marcin Małecki
- Dla Was gramy – muzyka biesiadna (niedziele 11.10-14.00), prowadzący - Natalia i Robert Szczepaniak

W ramówce znaleźć można również audycje dla dzieci, audycje autorskie prezentujące różne gatunki muzyczne (Czadlista - obecnie na stronie Radia Nakło, Mix-ER, Singiel też człowiek). Stacja transmituje też w każdą niedzielę mszę świętą z kościołów nakielskich.